# Marais arrière-littoraux du Bessin
Marais arrière-littoraux du Bessin este o arie protejată (sit de importanță comunitară — SCI) din Franța întinsă pe o suprafață de 360 ha, din care 11 % marine.

## Localizare
Centrul sitului Marais arrière-littoraux du Bessin este situat la coordonatele 49°20′32″N 0°32′57″W / 49.34222°N 0.54917°V.

## Înființare
Situl Marais arrière-littoraux du Bessin a fost declarat arie specială de conservare în baza directivei 92/43 din 1992 referitoare la conservarea habitatelor naturale și a faunei și florei sălbatice pentru a proteja 1 specie de animale.

## Biodiversitate
Situată în ecoregiunea atlantică, aria protejată conține 13 habitate naturale: Dune mobile de-a lungul țărmului cu Ammophila arenaria („dune albe”), Dune de coastă fixe cu vegetație erbacee („dune gri”), Vegetație anuală la limita mareei, Pășuni atlantice udate de apa mării (Glauco-Puccinellietalia maritimae), Lacuri eutrofice naturale cu vegetație de tip Magnopotamion sau Hydrocharition, Mlaștini alcaline, Terase mlăștinoase și terase nisipoase neacoperite de apă la reflux, Dune cu Hyppophaë rhamnoides, Liziere de ierburi înalte hidrofile de câmpie și de nivel montan până la alpin, Mlaștini calcaroase cu Cladium mariscus și specii de Caricion davallianae, Depresiuni intradunale umede, Dune mobile cu vegetație embrionară, Ape puternic oligomezotrofe cu vegetație bentonică cu Chara spp..
La baza desemnării sitului se află o specie protejată de  nevertebrate: Vertigo moulinsiana.
Pe lângă speciile protejate, pe teritoriul sitului au mai fost identificate 5 specii de plante, 2 specii de păsări.